# Trịnh Thị Minh Hà

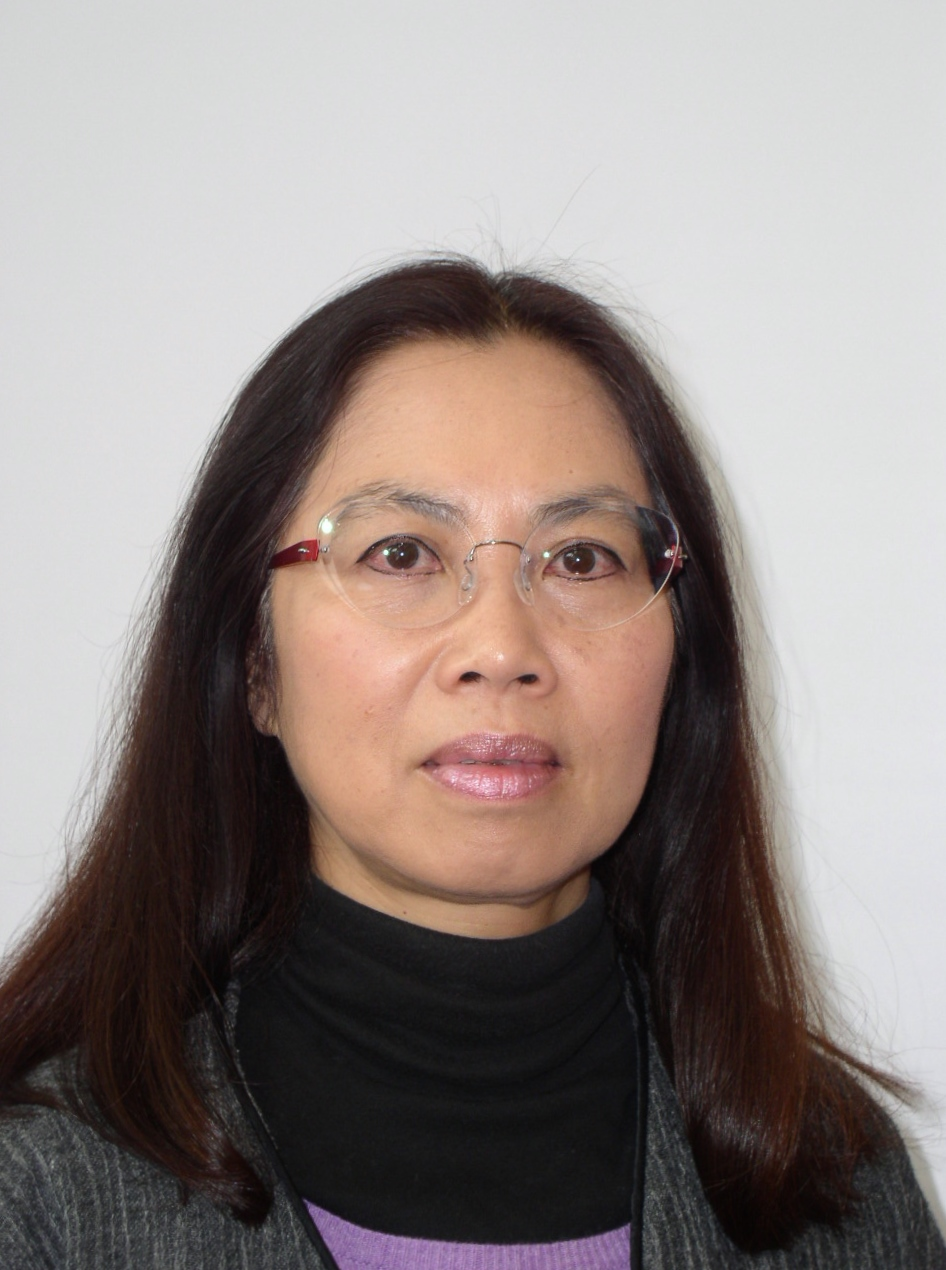
Trịnh Thị Minh Hà (2014)

Trịnh Thị Minh Hà (* 1952 in Hanoi, Vietnam) ist eine postkolonialistische Differenz-Theoretikerin, Komponistin und Filmemacherin.

## Leben
Geboren in Vietnam, wanderte Trinh 1970 in die Vereinigten Staaten ein, nachdem sie in Vietnam und auf den Philippinen studiert hatte. Sie studierte Komposition, Musikethnologie und französische Literatur an der Universität von Illinois, Champaign-Urbana, an der sie den M.F.A. und Ph.D.-Grad erhielt. Zurzeit arbeitet sie als Chancellor’s Distinguished Professor of Women’s Studies an der University of California, Berkeley, und Associate Professor of Cinema an der San Francisco State University. Sie unterrichtete an der Harvard und der Smith Universität, an der Universität von Illinois und am Nationalen Konservatorium für Musik in Senegal.

## Forschung
Als Differenz-Theoretikerin wurde sie u. a. mit ihrem Buch Women, Native, Other (1989) bekannt. Dort geht sie der „Frage nach Identität als Paradigma einer westlichen binären Herrschaftslogik“ nach. Danach werde „Identität auf der Grundlage einer Essentialisierung von Differenz gebildet“.

## Filmografie
- Reassemblage (40 min, 1982)
- Naked Spaces: Living is Round (135 min, 1985)
- Surname Viet Given Name Nam (108 min, 1989)
- Shoot for the Contents (102 min, 1991)
- A Tale of Love (108 min, 1995)
- The Fourth Dimension (87 min, digital, 2001)
- Night Passage (98 min, digital, 2004)
- Forgetting Vietnam (90 min, digital, 2015)

## Veröffentlichungen

### Bücher
- Un art sans œuvre, ou, l’anonymat dans les arts contemporains, International Book Publishers, Inc., 1981.
- mit Jean-Paul Bourdier: African Spaces - Designs for Living in Upper Volta, Holmes & Meier 1985, ISBN 9780841908901.
- En minuscules (Gedichte), Edition Le Meridien 1987.
- Woman, Native, Other. Writing postcoloniality and feminism, Indiana University Press 1989, ISBN 9780253205032.
  - deutsch: Woman, Native, Other. Postkolonialität und Feminismus schreiben. Aus dem Amerikanischen von Kathrina Menke. Hrsg. und mit einer Einleitung versehen von Anna Babka, unter Mitarbeit von Matthias Schmidt. Turia & Kant 2010, ISBN 9783851325799.
- Hrsg. mit Cornel West, Russel Ferguson und Martha Gever: Out There: Marginalisation in Contemporary Culture, New York: New Museum of Contemporary Art and M.I.T. Press, 1990, ISBN 9780415880220.
- When the Moon Waxes Red. Representation, gender and cultural politics, Routledge 1991, ISBN 9780415904315.
- Framer Framed. Film Scripts and Interviews, Routledge 1992, ISBN 9780415905626.
- D-Passage: The Digital Way, Duke University Press 2013, ISBN 9780822355403.
- Hrsg. von Hedwig Saxenhuber, Madeleine Bernstorff: Texte, Filme, Gespräche, Kunstverein München u. a., München/Wien/Berlin 1995, ISBN 3923357095.
- mit Jean-Paul Bourdier: Drawn from African Dwellings, Indiana University Press 1996, ISBN 9780253330437.
- Cinema Interval, Routledge 1999, ISBN 9780415922012.
- The Digital Film Event, Routledge 2005, ISBN 9780415972253.
- Lovecidal: Walking with the Disappeared, Fordham University Press 2016, ISBN 9780823271108.

### Aufsätze (Auswahl)
- Die verabsolutierende Suche nach Bedeutung (1993). Übers. von Mo Beyerle, Eva Hohenberger. In: Bilder des Wirklichen. Texte zur Theorie des Dokumentarfilms. Hrsg. von Eva Hohenberger. Vorwerk 8, Berlin 1998, S. 304–326.

## Ausstellungen (Auswahl)
- 2017–2018: That, around which the universe revolves: On Rhythmanalysis of Memory, Times, Bodies in Space, Gruppenausstellung, SAVVY Contemporary, Berlin.[3]

## Auszeichnungen (Auswahl)
- 1990: Ehrendoktorwürde des Oberlin College
- 1991: Maya Deren National Independent Filmmaker Award des American Film Festival
- 1992: Best Experimental Feature Documentary beim Internationalen Filmfestival Athen für Shoot for the contents
- 1992: Den Best Cinematography Award der Jury beim Sundance Film Festival für Shoot for the contents
- 2002: Retrospektive auf der Documenta11 in Kassel[4]
- 2006: Annual Achievement Award vom Commitee on Women in the Arts der College Art Association[5]
- 2006: Trailblazer Award der MIPDOC Konferenz beim Cannes International Documentary Film Event
- 2007: Ehrendoktorwürde des California College of Arts
- 2012: Critics Choice Book Award der American Educational Studies Association für Elsewhere Within Here
- 2012: Den Lifetime Achievement Award des Women's Caucus for Art
- 2014: Den Wild Dreamer Lifetime Achievement Award des Subversive Festival Zagreb
- 2016: Das Toban Faculty Fellowship an der UC Berkeley